# Jean Fournier (maire de Nantes)
Pour les articles homonymes, voir Jean Fournier et Fournier.
Jean Fournier, seigneur de La Pinsonnière, de Tharon, de Limur et de Bougon, né en 1617 et mort le 14 décembre 1678 à Nantes, fut maire de Nantes de 1654 à 1655.

## Biographie
Jean Fournier est le fils de Claude Fournier, seigneur de La Pinsonnière, de La Garenne et de Tharon, procureur postulant au barreau d'Ancenis, greffier des ville et baronnie d'Ancenis, capitaine de milice de la ville d'Ancenis, et de Renée Boulliau, dame de La Pinsonnière. Il épouse Anne Loquet 
Professeur de droit canon et conseiller au présidial de Nantes, il devient recteur de l'Université de Nantes.
Il est l'oncle de François Moricaud.